# 迪尼别
迪尼别（Tini Beg，？—1342年），金帐汗国第十任可汗，月即别之子。
迪尼别是月即别最喜欢的儿子。1341年，月即别死后，迪尼别继位。第二年，迪尼别去东部处理与察合台汗国边界问题的时候，被弟弟札尼别谋害。
| 前任： 月即别 | 金帐汗国君主 1341年—1342年 | 繼任： 札尼别 |